# Ouzbékistan aux Jeux olympiques d'été de 2008
L'Ouzbékistan participe aux Jeux olympiques d'été de 2008 à Pékin. Il s'agit de sa 4e participation aux Jeux d'été. La délégation est composée de 56 athlètes engagés dans 13 sports différents.

## Liste des médaillés ouzbeks

### Médailles d'or
| Sport              | Discipline | Sportifs | Performance |
| Médailles d'or : 0 |            |          |             |

### Médailles d'argent
| Sport                  | Discipline         | Sportifs         | Performance |
| Médailles d'argent : 1 |                    |                  |             |
| Judo                   | Plus de 100 kg (H) | Abdullo Tangriev |             |

### Médailles de bronze
| Sport                   | Discipline            | Sportifs         | Performance |
| Médailles de bronze : 3 |                       |                  |             |
| Gymnastique artistique  | Barres parallèles (H) | Anton Fokin      |             |
| Judo                    | Moins de 60 kg (H)    | Rishod Sobirov   |             |
| Trampoline              | Femmes                | Ekaterina Khilko |             |

## Athlètes engagés

### Athlétisme

#### Hommes
| Épreuve           | Athlète           | Séries   | Séries | Quarts de finale | Quarts de finale | Demi-finales | Demi-finales | Finale   | Finale |
| Épreuve           | Athlète           | Résultat | Rang   | Résultat         | Rang             | Résultat     | Rang         | Résultat | Rang   |
| ----------------- | ----------------- | -------- | ------ | ---------------- | ---------------- | ------------ | ------------ | -------- | ------ |
| 200 mètres        | Oleg Juravlev     | 22.31    | 8e     | -                | -                | -            | -            | -        | -      |
| 110 mètres haies  | Oleg Normatov     | 14.00    | 6e     | -                | -                | -            | -            | -        | -      |
| Saut à la perche  | Leonid Andreyev   | 5,65m    | 4e Q   | NC               | NC               | NC           | NC           | NM       | /      |
| Lancer du javelot | Bobur Shokirjonov | 69,54m   | 18e    | -                | -                | -            | -            | -        | -      |
| Décathlon         | Vitaliy Smirnov   | NC       | NC     | NC               | NC               | NC           | NC           | Abandon  | /      |
| Décathlon         | Pavel Andreev     | NC       | NC     | NC               | NC               | NC           | NC           | Abandon  | /      |

#### Femmes
| Épreuve           | Athlète                | Séries   | Séries | Quarts de finale | Quarts de finale | Demi-finales | Demi-finales | Finale   | Finale |
| Épreuve           | Athlète                | Résultat | Rang   | Résultat         | Rang             | Résultat     | Rang         | Résultat | Rang   |
| ----------------- | ---------------------- | -------- | ------ | ---------------- | ---------------- | ------------ | ------------ | -------- | ------ |
| 100 mètres        | Guzel Khubbieva        | 11.44    | 3e Q   | 11.49            | 7e               | -            | -            | -        | -      |
| 200 mètres        | Guzel Khubbieva        | 23.44    | 6e Q   | NP               | /                | -            | -            | -        | -      |
| Triple saut       | Anastasiya Juravleva   | 13,36m   | 14e    | -                | -                | -            | -            | -        | -      |
| Saut en hauteur   | Nadiya Dusanova        | 1,85m    | 13e    | -                | -                | -            | -            | -        | -      |
| Saut en hauteur   | Svetlana Radzivil      | 1,89m    | 8e     | -                | -                | -            | -            | -        | -      |
| Lancer du javelot | Anastasiya Svechnikova | 55,31m   | 18e    | -                | -                | -            | -            | -        | -      |

### Aviron
Hommes :
Ruslan Naurzaliev (Skiff)
| Athlète(s)        | Compétition | Série         | Série | Quart de finale | Quart de finale | Demi-finale   | Demi-finale | Finale                 | Finale |
| Athlète(s)        | Compétition | Temps         | Rang  | Temps           | Rang            | Temps         | Rang        | Temps                  | Rang   |
| ----------------- | ----------- | ------------- | ----- | --------------- | --------------- | ------------- | ----------- | ---------------------- | ------ |
| Ruslan Naurzaliev | Skiff       | 7 min 58 s 43 | 5e    | NC              | NC              | 7 min 35 s 12 | 3e          | Finale E 7 min 09 s 98 | 3e     |

### Boxe
| Athlète             | Epreuve                   | 16e de finale         | 8e de finale            | Quarts de finale         | Demi-finales        | Finale              |
| Athlète             | Epreuve                   | Adversaire Résultat   | Adversaire Résultat     | Adversaire Résultat      | Adversaire Résultat | Adversaire Résultat |
| ------------------- | ------------------------- | --------------------- | ----------------------- | ------------------------ | ------------------- | ------------------- |
| Rafikjon Sultonov   | Poids mi-Mouche (-48 kg)  | Oubaali Défaite 7-8   | Éliminé                 | Éliminé                  | Éliminé             | Éliminé             |
| Tulashboy Doniyorov | Poids mouche (48 - 51 kg) | Irungu Victoire 10-1  | Kumar Défaite 6-13      | Éliminé                  | Éliminé             | Éliminé             |
| Khurshid Tadjibayev | Poids coq (51 - 54 kg)    | Rahimov Victoire 11-2 | Julie Défaite 4-16      | Éliminé                  | Éliminé             | Éliminé             |
| Bahodirjon Sultonov | Poids plume (54 - 57 kg)  | Lakra Victoire 9-5    | Lomachenko Défaite 1-13 | Éliminé                  | Éliminé             | Éliminé             |
| Dilshod Mahmudov    | Poids welter (64 - 69 kg) | Khalsi Victoire 11-3  | Chiguer Victoire 8-3    | Sarsekbayev Défaite 7-12 | Éliminé             | Éliminé             |
| Elshod Rasulov      | Poids moyen (69 - 75 kg)  | Raymond Victoire 8-2  | Hakobyan Victoire RSCI  | Correa Défaite 7-9       | Éliminé             | Éliminé             |
| Abbos Atoev         | Poids lourd (81 - 91 kg)  | Kurbanov Défaite 3-11 | Éliminé                 | Éliminé                  | Éliminé             | Éliminé             |

### Canoë-kayak (en ligne)
Hommes
| Athlète      | Compétition | Éliminatoires  | Éliminatoires | Demi-finales   | Demi-finales | Finale A       | Finale A |
| Athlète      | Compétition | Temps          | Rang          | Temps          | Rang         | Temps          | Rang     |
| ------------ | ----------- | -------------- | ------------- | -------------- | ------------ | -------------- | -------- |
| Vadim Menkov | C1 500m     | 1 min 52 s 793 | 4e            | 1 min 55 s 610 | 6e           | -              | -        |
| Vadim Menkov | C1 1000m    | 3 min 56 s 793 | 1er           | NC             | NC           | 3 min 54 s 237 | 4e       |

### Cyclisme
- Sergueï Lagoutine

| Athlète           | Compétition     | Temps         | Rang |
| ----------------- | --------------- | ------------- | ---- |
| Sergueï Lagoutine | Course en ligne | 6 h 31 min 06 | 50e  |

### Judo
Hommes
- 60 kg
  - Rishod Sobirov

### Lutte
Hommes
- 84 kg
  - Zaurbek Sokhiev

### Tennis
- Akgul Amanmuradova, simple dames (défaite au 1er tour)